# The End Is the Beginning Is the End
The End Is the Beginning Is the End är en låt av det amerikanska alternativa rockbandet The Smashing Pumpkins, utgiven som singel från soundtracket till långfilmen Batman & Robin från 1997. Låten är skriven av bandets frontfigur Billy Corgan. 
Singeln gavs ut den 2 juni 1997 på Warner Bros. Records och vann en Grammis 1998 för Best Hard Rock Performance (Bästa hårdrocksuppträdande). Låten återfinns inte på något av bandets studioalbum, men går dock att hitta på samlingsalbumet Rarities and B-Sides från 2005.
Det var den första av bandets utgivningar med Matt Walker som trummis, som även lade trummor på ett par låtar på albumet Adore från 1998.
Musikvideon till låten regisserades av Jonathan Dayton och Valerie Faris.

## Låtlista
CD-singel
1. The End Is the Beginning Is the End – 5:09
2. The Beginning Is the End Is the Beginning – 5:04
3. The Ethers Tragic (Instrumental) – 2:47
4. The Guns of Love Disastrous (Instrumental) – 4:11

The Remixes
1. The End Is the Beginning Is the End (Stuck in the Middle with Fluke Vox Mix) – 6:44
2. The End Is the Beginning Is the End (Stuck in the Middle with Fluke Alternative Mix) – 5:39
3. The End Is the Beginning Is the End (Rabbit in the Moon's Melancholy & the Infinite Madness Mix) – 9:28
4. The End Is the Beginning Is the End (Hallucination's Gotham Ghetto Beats) – 6:15
5. The End Is the Beginning Is the End (Rabbit in the Moon's Infinite Radio Edit) – 5:13

## Medverkande
- Billy Corgan – sång, gitarr
- James Iha – gitarr
- D'arcy Wretzky – bas

med:
- Matt Walker – trummor